# Ma Boyong

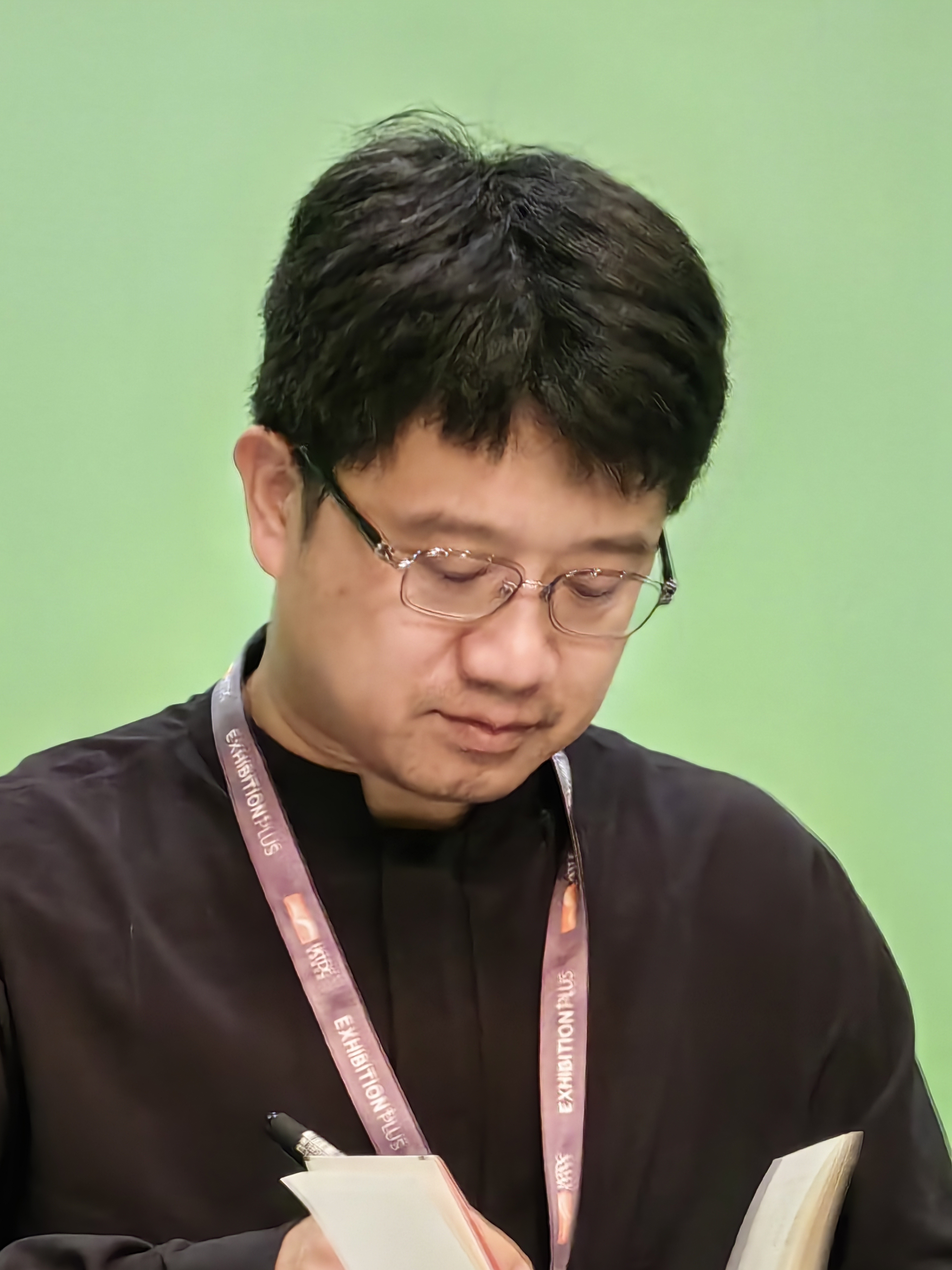
Ma Boyong signiert Bücher auf der Buchmesse in Hongkong im Jahr 2023.

Ma Boyong (chinesisch 马伯庸, Pinyin Mǎ Bóyōng; * 14. November 1980 in Chifeng, Innere Mongolei, Volksrepublik China), das Pseudonym vom Ma Li (chinesisch 马力, Pinyin Mǎ Lì) und unter Freunden auch „Xiaobai“ (chinesisch 小白, Pinyin Xiǎobái, bedeutet „Anfänger“) genannt, ist ein chinesischer Schriftsteller, Kolumnist und Blogger mit dem Ruf ein „Schreibgenie“ (chinesisch 文字鬼才, Pinyin wénzì guǐcái) zu sein. Seine Werke umfassen Geschichten sowie Film- und Fernsehkritiken.

## Leben
Im Jahr 2010 veröffentlichte Ma Boyong den Textforschungsroman „Wind und Regen“ und gewann damit den Volksliteraturpreis, welcher als besondere Ehre angesehen wird.

## Bibliographie (Auswahl)
- 寂静之城, Pinyin jìjìng zhī chéng [„Stille Stadt“], veröffentlicht im Mai 2005
- Des ersten Kaisers liebstes Spiel (Kurzgeschichte); Originaltitel 秦始皇的假期 (Pinyin qínshǐhuáng de jiàqī); veröffentlicht im Juni 2010; auf Deutsch erschienen in der Anthologie Zerbrochene Sterne, ISBN 978-3-453-32058-1.
- 风雨 〈洛神赋〉, Pinyin fēngyǔ [„Wind und Regen“]; veröffentlicht im September 2010; ausgezeichnet mit dem Volksliteraturpreis.[4]
- The City of Silence (Kurzgeschichte); auf Englisch erschienen in der Anthologie Invisible Planets, ISBN 978-1-78669-278-8.
- The Great Migration (chinesisch ⼤衝運 / ⼤冲运, Pinyin Dà chōng yùn), veröffentlicht 2021, auf Englisch erschienen in der Anthologie Sinopticon, ISBN 978-1-78108-852-4.